# Sundre fågelstation
Sundre fågelstation är en fågelstation belägen i Gotlands sydligaste socken, Sundre, i området Hoburgen som också är Gotlands sydöstra spets. Här bedriver Sundre fågelstation ringmärkning och fåglarna fångas främst genom nätfångst med slöjnät. Fågelstationen drivs av föreningen Sundregruppen som är helt ideell. 

## Verksamhet
Verksamheten vid Sundre fågelstation utgörs huvudsakligen av standardiserad ringmärkning vid Hoburgsklippan. Standardiserad ringmärkning innebär att fångsten bedrivs på samma sätt år från år med avseende på fångstmetod (slöjnät som är placerade på samma ställe), tid på dygnet och tid på året. Verksamhetsperioderna är 25 april - 8 juni samt 25 juli - 15 september. Valet av perioder gör att ringmärkningen vid stationen främst är inriktad på långdistansflyttare, framför allt sylvia-sångare. Ringmärkningen pågår under dessa perioder dagligen från gryningen och minst fram till kl. 10. Vid regn eller hård vind ställs märkningen in för att fåglarna inte ska fara illa.

## Historik
Ringmärkningsverksamheten i Sundre startade den 16 maj 1976 på initiativ av Per Göran Bentz som året före upptäckt de frodiga buskmarkerna i Skoge i samband med en semesterresa.
Under slutet av 1970-talet och början av 1980-talet bedrevs fångst endast på vårarna och då med ett fåtal ringmärkare och assistenter. Under början av 1980-talet utvidgades verksamheten successivt till att omfatta även höstarna men då vid Hoburgsklippan. Den nya mer omfattande verksamheten, kom att kräva en ny typ av organisation och 1986 bildades föreningen Sundregruppen. Föreningen drivs som en ideell förening med såväl aktiva som stödjande medlemmar.
Föreningen ska genom sin verksamhet dels studera fågellivet i Sundre socken, främst genom ringmärkning, dels öka kunskapen om fåglar och fåglars flyttning hos allmänheten.
Sundregruppen publicerar årligen resultat av verksamheten i Bläcku, Gotlands ornitologiska förening, GOF och i Fågelåret, Sveriges ornitologiska förening, SOF. En sammanställning av vårfångsten "Fågelflyttning i Sundre, Gotland, vårarna 1977-1992" gjordes i samarbete med Länsstyrelsen. Föreningen har även samarbetat i olika projekt med Stockholms, Lunds och Uppsala universitet samt med andra ringmärkningsorganisationer i landet.